# 法爾維爾 (印第安納州)
法爾維爾（英語：Farrville）是位於美國印第安納州格蘭特縣的一個非建制地區。該地的面積和人口皆未知。